# Danny Wilson (Fußballspieler, 1960)
Daniel Joseph „Danny“ Wilson (* 1. Januar 1960 in Wigan) ist ein ehemaliger nordirischer Fußballspieler und aktueller Trainer.

## Spielerkarriere

### Brighton & Hove Albion (1983–1987)
Danny Wilson verbrachte die ersten Jahre seiner Karriere bei den unterklassigen Vereinen Wigan Athletic, FC Bury und FC Chesterfield, ehe er am 24. Januar 1983 vom englischen Erstligisten Nottingham Forest verpflichtet wurde. Wilson erzielte ein Tor in zehn Ligaspielen der Football League First Division 1982/83. Zu Beginn der Saison 1983/84 wurde er an den Drittligisten Scunthorpe United ausgeliehen, ehe er bereits am 30. November 1983 Nottingham verließ und für £100.000 zum Zweitligisten Brighton & Hove Albion wechselte. In den folgenden dreieinhalb Jahren war Wilson fester Bestandteil der Mannschaft und profilierte sich zudem mit dreiunddreißig Treffern als Torschütze.

### Luton Town (1987–1990)
Nachdem Brighton in der Saison 1986/87 aus der Second Division abgestiegen war, wechselte er am 16. Juli 1987 zu Erstligisten Luton Town. Sein neuer Verein hatte sich seit dem Aufstieg in die First Division im Sommer 1982 im englischen Oberhaus etabliert und seine Platzierungen kontinuierlich steigern können. In seiner ersten vollständigen Erstligasaison erzielte Danny Wilson acht Treffer in achtunddreißig Ligaspielen und beendete die Saison 1987/88 mit Luton auf dem neunten Tabellenplatz. Bedeutsamer war jedoch der Gewinn des englischen Ligapokals 1987/88. Im Finale bezwang die Mannschaft von Trainer Ray Harford den FC Arsenal vor 95.732 Zuschauern in Wembley mit 3:2. Danny Wilson hatte in der 82. Minute den wichtigen 2:2-Ausgleich erzielt, ehe Brian Stein kurz vor Spielende der Siegtreffer gelang. Ein Jahr später zog Wilson mit seinem Team erneut ins Ligapokalfinale ein, verlor diesmal jedoch mit 1:3 gegen Nottingham Forest. In der Liga lief es für die Mannschaft von Danny Wilson (37 Spiele/9 Tore) hingegen mit einem knapp erreichten Klassenerhalt deutlich schlechter. Nach einem nur aufgrund der besseren Tordifferenz erreichten Klassenerhalt in der Saison 1989/90 wechselte Wilson (35 Spiele/7 Tore) am 8. August 1990 für £200.000 zu Sheffield Wednesday.

### Sheffield Wednesday (1990–1993)
Wednesday war im Vorjahr aufgrund einer um zwei Tore schlechteren Tordifferenz gegenüber Luton Town in die zweite Liga abgestiegen, schaffte jedoch 1990/91 den direkten Wiederaufstieg. Zudem zog der Zweitligist ins Ligapokalfinale 1991 ein und besiegte am 21. April 1991 den klaren Favoriten Manchester United durch ein Tor von John Sheridan mit 1:0. In der First Division 1991/92 erreichte der Aufsteiger um Danny Wilson (36 Spiele/3 Tore) den dritten Tabellenplatz und schaffte damit die Qualifikation für den UEFA-Pokal 1992/93. In internationalen Wettbewerb scheiterte Sheffield vorzeitig, dafür erreichte das Team um Chris Woods, Viv Anderson, Chris Waddle und Danny Wilson das Finale des Ligapokal 1992/93. In seiner vierten Finalteilnahme musste Wilson mit dem 1:2 gegen den FC Arsenal seine zweite Niederlage hinnehmen. Erstmals gelang ihm in seiner Karriere der Einzug in das Finale des FA Cup 1992/93. Auch in diesem Finale hieß der Gegner und spätere Titelträger FC Arsenal.
Am 1. Juli 1993 wechselte der 33-jährige Danny Wilson zum achten und letzten Mal den Verein und unterzeichnete einen Vertrag beim FC Barnsley. Nach zwei Jahren in der zweiten Liga beendete er 1995 seine Spielerlaufbahn.

### Nordirische Nationalmannschaft (1986–1992)
Nachdem er nicht für den nordirischen Kader für die WM 1986 berufen worden war, debütierte Danny Wilson am 12. November 1986 für Nordirland beim 0:0 in der Qualifikation für die EM 1988 gegen die Türkei. Nordirland verpasste die Teilnahme für die folgenden drei internationalen Turniere und Danny Wilson bestritt am 19. Februar 1992 sein vierundzwanzigstes und letztes Länderspiel gegen Schottland.

## Trainerkarriere

### FC Barnsley
Nachdem er 1993 von seinem ehemaligen Mitspieler Viv Anderson zum FC Barnsley geholt wurde, löste Danny Wilson ihn am 2. Juni 1994 als Spielertrainer ab. In der Saison 1994/95 führte er den Zweitligisten auf den sechsten Platz und verfehlte damit nur knapp den Einzug in die Play-offs. Nach einem Mittelfeldplatz im Folgejahr führte Wilson Barnsley 1996/97 als Vizemeister erstmals in der Vereinsgeschichte in die erste Liga. Die erste Saison in der Premier League 1997/98 blieb jedoch die letzte, denn der FC Barnsley stieg als Tabellenvorletzter direkt wieder ab.

### Sheffield Wednesday
Am 6. Juli 1998 übernahm Danny Wilson den Trainerposten bei seinem Ex-Verein Sheffield Wednesday. Mit dem Erstligisten beendete er die Premier League 1998/99 auf dem zwölften Platz. Nachdem der Verein im Verlauf der Premier League 1999/2000 nicht den Weg aus dem Tabellenkeller gefunden hatte, wurde Trainer Danny Wilson am 21. März 2000 entlassen. Im Januar 2000 war er noch als Trainer des Monats der Premier League ausgezeichnet worden.

### Bristol City
Zu Beginn der Saison 2000/01 wechselte er zum Drittligisten Bristol City. Nachdem er in vier Jahren mit Bristol den Aufstieg in die zweite Liga verpasste (2003 und 2004 jeweils in den Play-offs), wurde sein auslaufender Vertrag im Sommer 2004 nicht verlängert.

### Milton Keynes Dons
Am 7. Dezember 2004 wurde er neuer Trainer des Drittligisten Milton Keynes Dons und schaffte mit seiner Mannschaft den Klassenerhalt in der Football League One. Dies gelang ihm 2005/06 nicht, vielmehr stieg der Verein als Drittletzter in die vierte Liga ab und trennte sich danach von Wilson.

### Hartlepool United
Bereits am 13. Juni 2006 trat er bei Hartlepool United seinen nächsten Trainerposten an. United war im Vorjahr ebenfalls in die Football League Two abgestiegen und schaffte mit Trainer Danny Wilson 2006/07 als Vizemeister hinter dem FC Walsall den direkten Wiederaufstieg in die dritte Liga. Nach einem fünfzehnten Platz in der Saison 2007/08 sorgte ein unbefriedigender Start in die Folgesaison für seine Entlassung am 15. Dezember 2008.

### Swindon Town
Nur elf Tage nach seiner Entlassung in Hartlepool wurde er als neuer Trainer von Swindon Town vorgestellt und führte seine Mannschaft zum Klassenerhalt in der League One. 2009/10 erreichte er mit Swindon den fünften Platz und zog nach einem Erfolg in der ersten Play-off-Runde über Charlton Athletic ins Finale ein. Diese Partie verlor die Mannschaft in Wembley jedoch mit 0:1 gegen den FC Millwall und verpasste damit den Zweitliga-Aufstieg. Am 2. März 2011 trat Wilson als Trainer von Swindon Town zurück.

### Sheffield United
Zu Beginn der Saison 2011/12 übernahm er den Trainerposten beim Drittligisten Sheffield United und beendete die Football League One 2011/12 auf dem dritten Tabellenplatz. Im Play-off-Finale scheiterte United im Elfmeterschießen an Huddersfield Town und verpasste damit die direkte Rückkehr in die zweite Liga. Am 10. April 2013 gab der Verein die Trennung von Danny Wilson bekannt. Sheffield United lag zu diesem Zeitpunkt auf dem fünften Rang der Football League One 2012/13.

### FC Barnsley
Am 17. Dezember 2013 wurde Danny Wilson als neuer Trainer des Tabellenletzten der zweiten Liga FC Barnsley vorgestellt. Wilson gelang es in der Folge nicht den Klub von den Abstiegsplätzen zu führen und stieg mit der Mannschaft als Tabellenvorletzter ab. Auch in der dritthöchsten Spielklasse befand sich der Klub in der unteren Tabellenhälfte und Wilson wurde im Februar 2015 auf dem 17. Tabellenplatz liegend entlassen.

### FC Chesterfield
Einen neuen Arbeitgeber fand Wilson im Dezember 2015 mit dem Drittligisten FC Chesterfield. Den abstiegsgefährdeten Klub führte er in der Saison 2015/16 erfolgreich zum Klassenerhalt. Als der Klub zum Jahreswechsel 2016/17 erneut auf den Abstiegsrängen stand, wurde Wilson gemeinsam mit seinem Co-Trainer Chris Morgan am 8. Januar 2017 entlassen.

## Titel und Erfolge
- Ligapokalsieger: 1988 (3:2 gegen den FC Arsenal), 1991 (1:0 gegen Manchester United)
- Ligapokalfinalist: 1989 (1:3 gegen Nottingham Forest), 1993 (1:2 gegen den FC Arsenal)
- FA-Cup-Finalist: 1993 (1:1 und 1:2 n. V. gegen den FC Arsenal)